# داغني كارلسون
داغني كارلسون (بالسويدية: Dagny Valborg Carlsson)‏ هي مدونة سويدية، (ولدت في كريستيانستاد في السويد 1912 – 2022 م).